# 2-я Пляжевая улица
2-я Пля́жевая у́лица — улица в городе Зеленогорске Курортного района Санкт-Петербурга. Проходит от Пляжевой улицы до 4-й Пляжевой улицы. Далее продолжается безымянной дорогой к территории кооператива «Ураган» (Морская улица, 15).
Первоначальное название улицы — Runnunkatu. Оно появилось в 1920-х годах. Этимология не установлена.
Название 2-й Пляжевой улицы, а также соседних (Пляжевой, 1-й Пляжевой, 4-й Пляжевой и упраздненной 3-й Пляжевой) появилось в послевоенные годы. Оно связано с тем, что улицы проходят близ пляжа на берегу Финского залива.